# أحمد الترمانيني
أحمد الترمانيني هو أحمد بن عبد الكريم بن عيسى بن أحمد نعمة الله الترمانيني الحلبي (1208 هـ - 1293 ه‍ـ / 1793م - 1876م)  ولد في ترمانين والتي كانت تتبع لمدينة حلب آنذاك وتوفي في حلب.

يصفه خير الدين الزركلي في قاموس الأعلام: 

«تعلم بالازهر، وتصدر للافتاء والتدريس بحلب إلى أن توفي فيها. كان جهوري الصوت فصيحا زاهدا عابدا، حسن الطريقة في التعليم، يؤلف في كل شيء يرى فيه صعوبة على الطلبة كتابا ييسر لهم فهمه.»

ألف كتباً كثيرةً من أهمها «الهبات الربانية في المنطق»، «هداية الأنام في توريث ذوي الأرحام»، «تلخيص العبارات الرائقة» (وهي حاشية على تفسير البيضاوي)، وكتاب حاشية على تفسير الجلالين.